# خنشول
خُنْشُول (الاسم العلمي: Ianthocincla)، جنس طير من الجواثم وفصيلة البهدليات. أنواعه ثمانية.